# Кофактор F430
F430 — простетическая группа фермента метилкофермент-М-редуктазы. Был обнаружен в метаногенных Археях.
Этот фермент катализирует высвобождение метана на финальной стадии метаногенеза:

CH3-S-CoM + HS-CoB → CH4 + CoB-S-S-CoM

## Корфин в контексте других тетрапирролов
Природа использует различные тетрапирролы — гемы, хлорофилл и кобаламин. F430 — самый восстановленный из природных тетрапирролов — в нём всего пять двойных связей. Это исключительное тетрапиррольное производное называется корфином. Из-за относительного недостатка сопряжённых связей, он жёлтый, а не ярко пурпурно-красный, что характерно для более ненасыщенных тетрапирролов. Это также единственное тетрапиррольное производное, содержащие никель. Ni(II) слишком мал для N4 связывающего сайта корфина, что заставляет макроцикл принимать более сморщенную форму.

## Предполагаемый механизм метаногенеза
Активная форма F430 содержит Ni(I), аналогично восстановленному кофактору B12, содержащему Co(I). Принимая во внимание, что электроны Co(I) находятся в d8 и потому демагнитен, электроны Ni(I) находятся в состоянии d9 и парамагнитен. Механизм согласно которому природа разрывает CH3-S связь в метилкоферменте M до конца ещё неясен, хотя и известно, что кофермент B и кофермент M могут пройти в канал оканчивающийся осевым сайтом никеля. Правдоподобный механизм предполагает передачу электронов с Ni(I) (так он становится Ni(II)), и этот перенос электронов инициирует формирование CH4. В результате соединения радикала метил-КоМ с HS группой коэнзима высвобождается протон (H+) и захватывает один электрон, отнимает его у Ni(II) и восстанавливая Ni(I).
Структура F430 была исследована при помощи рентгенокристаллографии и ядерно магнитно-резонансной спектрографии.

## Бескислородное окисление метана
F430 в высоких концентрациях содержится в бактериях, которые по-видимому вовлечены в обратный метаногенез, вовремя которого метан превращается в метил-КоМ. В организмах которые осуществляют эту удивительную реакцию до 7 % и веса составляет никелевый протеин.